# Thionylfluorid
Thionylfluorid ist eine chemische Verbindung aus der Gruppe der Thionylhalogenide.

## Gewinnung und Darstellung
Thionylfluorid kann durch Reaktion von Thionylchlorid mit Fluorwasserstoff oder Natriumfluorid gewonnen werden.
{\displaystyle \mathrm {SOCl_{2}+2\ HF\longrightarrow SOF_{2}+2\ HCl} }
{\displaystyle \mathrm {SOCl_{2}+2\ NaF\longrightarrow SOF_{2}+2\ NaCl} }
Die einfachste Darstellung im Labor verläuft über die Umsetzung von Thionylchlorid mit Antimon(III)-fluorid in Gegenwart von Antimon(V)-chlorid als Katalysator:
{\displaystyle {\ce {3 SOCl2 + 2 SbF3 ->[SbCl_5][]3 SOF2 + 2 SbCl3}}}

## Eigenschaften

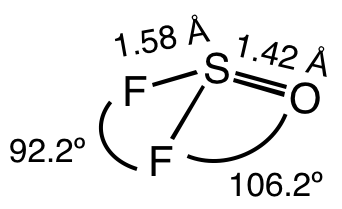
Bindungslängen und -winkel von Thionylfluorid

Thionylfluorid ist ein farbloses Gas, das thermisch bis Rotglut beständig ist. Unedle Metalle wie zum Beispiel Magnesium, Nickel, Quecksilber und Aluminium werden bei trockener Atmosphäre bis 125 °C nicht angegriffen. Während Glas ab 400 °C angegriffen wird, tritt mit Eisen bei dieser Temperatur keine Reaktion ein. Es wird von eiskaltem Wasser nur langsam hydrolysiert und raucht bei Kontakt mit feuchter Luft leicht. Im festen Zustand hat es eine monokline Kristallstruktur mit der Raumgruppe P21/c (Raumgruppen-Nr. 14). Mit Fluor reagiert es zu Thionyltetrafluorid F4SO.
Es ist gut löslich in Diethylether und Benzol.